# Attleborough, Warwickshire
Attleborough är en ort i Storbritannien.   Den ligger i grevskapet Warwickshire och riksdelen England, i den södra delen av landet, 140 km nordväst om huvudstaden London. Attleborough ligger 87 meter över havet och antalet invånare är 9 817.
Terrängen runt Attleborough är huvudsakligen platt. Attleborough ligger nere i en dal som går i nord-sydlig riktning. Runt Attleborough är det mycket tätbefolkat, med 1 573 invånare per kvadratkilometer. Närmaste större samhälle är Coventry, 12,4 km söder om Attleborough. Trakten runt Attleborough består till största delen av jordbruksmark.